# 不一致啟示論證

各大宗教在世界上的信仰分布图

不一致啟示論證（英文：Argument from inconsistent revelations），又稱「逃避錯誤地獄問題」（英文：Avoiding the wrong hell problem），是一個反對神存在的哲學論證。此論證認為，因為不同的宗教信仰講述的故事互不相同甚至互斥，神真實存在的可能性很低。此論證支持者認為，對於無法確知到底哪個宗教才是正確的凡人來說，對神存在不作判斷才是最慎重的選擇。

## 具体例子
基督教相信耶稣是基督弥赛亚，世界的救世主和神圣的神之子；犹太教和穆斯林则不这么认为。类似的，穆斯林相信《古兰经》是神啟示的，阿拉是唯一真主。但犹太人和基督徒不这么认为。
除了各大不同宗教之间教义相悖，不論是多神教或是一神教，宗教内部的子教派也往往存在大量互斥性的理论。